# Deontay Wilder
Deontay Wilder (født 22. oktober 1985 i Tuscaloosa) er en amerikansk bokser i vægtklassen sværvægt. Han var i perioden 2015-2020 verdensmester i sværvægt som anerkendt af bokseforbundet WBC. 
Som amatør deltog Wilder ved Sommer-OL 2008 i Beijing i Kina, hvor opnåede en bronzemedalje. 

## Amatørkarriere
Wilder startede med bokse i oktober 2005. I 2007 vandt han National Golden Gloves 201 lb (91 kg).
Han gik på Tuscaloosa Central High School, som han afsluttede i 2004 og drømte om at spille amerikansk fodbold (wide receiver) eller basketball for sin hjembys hold Alabama Crimson Tide, men da han i 2005 fik en datter, som lider af en rygradslidelse, og da han ikke havde penge, måtte han i stedet et gå på det nærliggende Shelton State Community College og i øvrigt fokusere på en boksekarriere.
Ved Golden Gloves besejrede han Isiah Thomas - en højrefodsbokser fra Detroit - og David Thompson, fra Brooklyn, NY i finalen. Ved det amerikanske mesterskab besejrede han Quantis Graves og vandt finalen 31-15 mod højrefodsbokseren James Zimmerman fra San Jose i Californien.
Ved udtagelserne til de olympiske lege slog han Graves to gange mere og vandt den olympiske plads efter kun 21 kampe. Tidligt i 2008 scorede han sin karrieres bedste sejr ved at udbokse den fremtidige olympiske mester Rakhim Chakhiyev i Rusland. Han kvalificerede sig til OL ved at slå Deivis Julio, Jorge Quinones fra Ecuador og brasilianske Rafael Lima ved kvalifikationskampen.

## Professionel karriere
Deontay Wilder havde sin professionelle debut den 15. november 2008, hvor han vandt mod Ethan Cox på TKO i 2. omgang. Over de næste mange år, kæmpede han og besejrede mange journeymen for at opbygge erfaring og for at forbedre sin professionelle rekordliste.
Wilders første troværdige sejr var over tidligere udfordrer Owen Beck i sin hjemland hjemby Tuscaloosa, Alabama. Beck gav op under kampen efter 3. omgang mod det hårdtslående håb. To måneder sent i august 2012, scorede Wilder sin 14. første omgangs knockout-sejr over den tidligere Trinidad & Tobago sværvægts.mester Kertson Manswell.
Den 27. april 2013 kæmpede Wilder mod den tidligere europæiske sværvægts-mester Audley Harrison i Sheffield, England. Han vandt konkurrencen med en første omgangs KO efter Harrison blev overvældet af en spærreild af slag. Fire måneder senere, den 9. august kæmpede Wilder mod sin hårdeste modstander på dette tidspunkt i sin karriere, hvilket var den tidligere WBO sværvægts-mester Siarhei Liakhovich. Liakhovich var erfaren på verdensklasse-niveau og forventedes at give den unge og stigende stjerne en hård konkurrence, men Wilder magt viste sig for stor for den tidligere mester, og han blev talt ud på kun et minut og 43 sekunder i første omgang.
Wilder havde endnu en konkurrence i år 2013, hvor han kæmpede på undercardet på et stævne med den fremtidige Hall of Fame Bernard Hopkins den 26 Oktober. Wilder scorede sin 30. knockout sejr over den hårde journeyman Nikolai Firtha i fjerde omgang. På dette tidspunkt i sin karriere begyndte Wilder at skabe overskrifter som en egentlig udfordrer til Sværvægt-verdensmesterskabet. Han opnåede sin obligatoriske WBC position ved at acceptere at kæmpe mod den dygtige bokser Malik Scott i Puerto Rico. Wilder havde for meget at byde på til sin amerikanske landsmand og vandt konkurrencen med en to-slags-kombination i første omgang.
Wilder beviste overbeviste alle sine kritikere angående sin kæbe og udholdenhed i hans 12. omgangs kamp mod den forsvarende mester Bermane Stiverne. Han fremviste et imponerende jab, en anstændig kæbe, gode bevægelser og selvfølgelig hans varemærke, det højre hook. Kampen varede indtil den sidste tolvte omgangs klokke. Det var klart, at Wilder havde gjort nok til at vinde, og endda formået at hårdt såre den erfarne mester flere gange i løbet af konkurrencen. Wilder blev erklæret som vinder ved en enstemmig afgørelse og blev den første amerikaner til at vinde en sværvægt verdensmester titel de seneste ni år siden, Shannon Briggs vandt WBO sværvægts-titel i 2006.
Deontay forsvarede sin WBC-titel ved et TKO i 9. runde mod mexicansk-amerikanske Eric Molina den 13. juni, 2015. Han tabte den til Tyson Fury i 2020.

## Mesterskaber
- WBC Continental Americas sværvægt-verdensmester (2 forsvar)
- WBC sværvægt-verdensmester